# Darrel Baldock

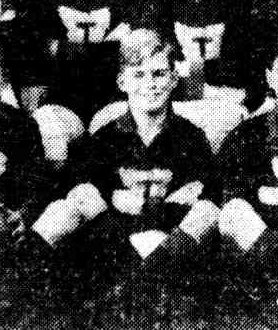
Darrell Baldock representando o lado menor de idade da Tasmânia em Brisbane em 1953

Darrel John Baldock (Devonport, 29 de setembro de 1938 - Latrobe, Tasmânia, 2 de fevereiro de 2011) foi um político e jogador de Aussie Rules australiano. Sua carreira de político ocorreu no Parlamento da Tasmânia.